# Tommaso Pasquale Gizzi
Tommaso Pasquale Gizzi (ur. 22 września 1787 w Ceccano, zm. 3 czerwca 1849 w Lenoli) – włoski kardynał.

## Życiorys
Pochodził ze szlacheckiej rodziny, był synem burmistrza Ceccano, Nicola Gizzi i Cecilii Ciavaglii. Studiował w teologię i filozofię w Ferentino, a następnie w Rzymie, gdzie w 1817 uzyskał doktorat utroque iure. W międzyczasie, 27 maja 1809 przyjął święcenia diakonatu, a 2 września 1810 – prezbiteratu. Przez kilka lat pełnił posługę kapłańską, a w 1814 uciekł wraz z rodziną do Rzymu, by uniknąć oskarżeń o współpracę z Francuzami. Wkrótce potem rozpoczął pracę dyplomatyczną w Kurii Rzymskiej i w 1820 został pracownikiem nuncjatury apostolskiej w Szwajcarii. W 1828 przeniósł się do Monachium, a rok później do Turynu. Po powrocie do Rzymu w 1835 został wysłany wraz z kardynałem Gabrielem della Genga Sermattei do Wiednia, by pogratulować Ferdynandowi I elekcji. Wkrótce potem został mianowany internuncjuszem apostolskim w Belgii i udał się do Brukseli. Dwa lata później, w 1837 został wezwany do Rzymu i został delegatem papieża w Ankonie.
18 lutego 1839 został wybrany arcybiskupem tytularnym Teb, a sakrę przyjął 21 kwietnia. Miesiąc później, 31 maja został nuncjuszem apostolskim w Szwajcarii. Pełnił tę funkcję przez trzy lata, kiedy to 21 kwietnia 1841 został nuncjuszem na Sardynii. 12 lipca 1841 został kreowany kardynałem in pectore. Z powodu słabego zdrowia, we wrześniu 1843 został odwołany z misji dyplomatycznej i powrócił do rodzinnego Ceccano. 22 stycznia 1844 jego promocja kardynalska została opublikowana i otrzymał on tytuł prezbitera Santa Pudenziana. Od 1844 do 1846 pełnił funkcję legata papieskiego w Forlì. 8 sierpnia 1846 został mianowany sekretarzem stanu. Zrezygnował z funkcji w Kurii 5 lipca 1847 i powrócił do Loreto, a potem do Ceccano. Zmarł na udar mózgu.